# Parti unioniste irlandais
 (décembre 2016).
Si vous disposez d'ouvrages ou d'articles de référence ou si vous connaissez des sites web de qualité traitant du thème abordé ici, merci de compléter l'article en donnant les références utiles à sa vérifiabilité et en les liant à la section « Notes et références ».
Le Parti unioniste irlandais (Irish Unionist Alliance, IUA), aussi connu sous le nom de Irish Unionist Party ou simplement les Unionists, est un parti politique favorable à l'union au sein du Royaume-Uni fondé en Irlande en 1891 pour s'opposer au Home Rule.

## Historique
Le parti est dirigé pendant la majeure partie de son existence par le colonel Edward James Saunderson puis par St John Brodrick. Au total quatre-vingt six membres de la Chambre des lords se sont affiliés à l'Irish Unionist Alliance même si le nombre réel des engagements est resté restreint.
Le parti se montre très proche du Parti conservateur et du Parti libéral unioniste dans la campagne contre le Home Rule Bill. Ses membres siègent sous les couleurs conservatrices à Westminster et se décrivent souvent eux-mêmes comme Conservateurs (Conservatives) ou Conservateurs unionistes (Conservative Unionists) et ce même si la plupart de leurs partisans proviennent de l'ancien électorat Libéral. Parmi ses membres les plus éminents on trouve l'avocat dublinois Edward Carson et Horace Plunkett. Son électorat est principalement, mais pas exclusivement, concentré dans l'Est de l'Ulster et dans les quartiers sud de Dublin.
Au début du XXe siècle, le parti est ravagé par des luttes internes. La tourmente s'avère particulièrement sévère à mesure où la question de la partition de l'Irlande devient d'actualité. Beaucoup d'unionistes en dehors de l'Ulster se résignent à la nécessité politique du Home Rule alors que les unionistes présents en Ulster installent une organisation séparée, le Parti unioniste d'Ulster (Ulster Unionist Party). En 1919, le parti éclate définitivement avec la création de la Unionist Anti-Partition League qui marque la disparition de l'unionisme dans une grande partie de l'Irlande. En Ulster l'UUP continue à exister avant de dominer la politique intérieure de l'Irlande du Nord pendant la majeure partie du XXe siècle.